# NGC 1369
NGC 1369 је спирална галаксија у сазвежђу Еридан која се налази на NGC листи објеката дубоког неба.
Деклинација објекта је - 36° 15' 20" а ректасцензија 3h 36m 45,2s. Привидна величина (магнитуда) објекта NGC 1369 износи 12,9 а фотографска магнитуда 13,8. NGC 1369 је још познат и под ознакама ESO 358-34, MCG -6-9-4, FCC 176, PGC 13330.